# Agonimia papillata
Agonimia papillata är en lavart som först beskrevs av O. E. Erikss., och fick sitt nu gällande namn av Diederich & Aptroot. Agonimia papillata ingår i släktet Agonimia och familjen Verrucariaceae.   Inga underarter finns listade i Catalogue of Life.